# Pau Gibert i Roig
Pau Gibert i Roig (Tarragona, 1853 - Barcelona, 28 de maig de 1914 ) fou un escultor i pintor català. Va ser deixeble d'Aleu, el qual el va ajudar en la execució del monument al general Concha, a la ciutat de Madrid, així com el del general Espartero, l'any 1885.

## Obres destacades
- Retrat de Gaspar Núñez de Arce - 1881
- La Visión de Fray Martín - 1881
- Monument al General Espartero a Madrid - 1886.
- Monument a Práxedes Mateo Sagasta a Logronyo- 1890.
- Monument al General Espartero a Logronyo - 1895